# Кракауэр, Дэвид
Дэвид Кракауэр (англ. David Krakauer; род. 28 декабря 1967) — американский эволюционный биолог. В настоящее время занимает должность президента и профессора сложных систем имени Уильяма Х. Миллера в Институте Санта-Фе.

## Биография
Дэвид Кракауэр родился на Гавайях, вырос в южной Португалии, а затем переехал в Лондон, Англия, для получения среднего образования. Он учился в Лондонском университете Роял Холлоуэй, где получил степени по информатике и математике. В 1995 году защитил докторскую диссертацию (Ph.D.) по эволюционной теории в Оксфордском университете, где затем работал постдокторантом.

## Карьера
Кракауэр занимал различные академические должности, в том числе:
- Приглашенный научный сотрудник в Институте геномных рубежей Пенна при Пенсильванском университете
- Научный сотрудник в Центре изучения разума SAGE при Калифорнийском университете в Санта-Барбаре
- Долгосрочный научный сотрудник Института перспективных исследований в Принстоне, Нью-Джерси
- Приглашенный профессор эволюции в Принстонском университете

В Висконсинском университете в Мадисоне Кракауэр был основателем и директором Висконсинского института открытий, со-директором Центра сложности и коллективных вычислений, а также профессором математической генетики.
С 2015 года Кракауэр является президентом и профессором сложных систем имени Уильяма Х. Миллера в Институте Санта-Фе. До этого он занимал должности председателя факультета, профессора-резидента и внешнего профессора в этом институте. Он также со-руководит Группой коллективных вычислений (C4) в Институте Санта-Фе.
В 2012 году Кракауэр был включён в список Smart List журнала Wired как один из пятидесяти человек, «которые изменят мир».